# فلوتاميد
يُباع الفلوتاميد تحت الاسم التجاري Eulexin من بين أسماء أخرى، وهو مضاد للأندروجين غير ستيرويدي (NSAA) يستخدم في المقام الأول لعلاج سرطان البروستات. كما أنه يستخدم في علاج الحالات التي تعتمد على الأندروجين مثل حب الشباب، ونمو الشعر الزائد، وارتفاع مستويات الأندروجين لدى النساء. يؤخذ عن طريق الفم، عادة ثلاث مرات في اليوم.
تشمل الآثار الجانبية عند الرجال ألم الثدي وتضخمه، وتأنيثه، والضعف الجنسي، والهبات الساخنة. وعلى العكس من ذلك، فإن الدواء له آثار جانبية أقل ويتحمل بشكل أفضل لدى النساء اللائي يعانين من جفاف الجلد أكثر الآثار الجانبية شيوعًا. يمكن أن يحدث الإسهال وارتفاع إنزيمات الكبد في كلا الجنسين. في حالات نادرة، يمكن أن يتسبب الفلوتاميد في تلف الكبد، وأمراض الرئة، والحساسية للضوء، وارتفاع مستوى الميثيموغلوبين، وارتفاع السلفيموغلوبين، ونقص العدلات. أبلغ عن العديد من حالات الفشل الكبدي والوفاة، ما حد من استخدام مادة الفلوتاميد.
يعمل الفلوتاميد كمضاد انتقائي لمستقبلات الأندروجين (AR)، حيث يتنافس مع الأندروجين مثل التستوستيرون و dihydrotestosterone (DHT) للارتباط بـ ARs في الأنسجة مثل غدة البروستات. من خلال القيام بذلك، فإنه يمنع آثارها ويمنعها من تحفيز خلايا سرطان البروستات على النمو. الفلوتاميد هو دواء أولي إلى شكل أكثر نشاطًا. يبقى الفلوتاميد وشكله النشط في الجسم لفترة قصيرة نسبيًا، ما يجعل من الضروري تناول الفلوتاميد عدة مرات في اليوم.
وصف الفلوتاميد لأول مرة في عام 1967 وقدم لأول مرة للاستخدام الطبي في عام 1983. أصبح متاحًا في الولايات المتحدة في عام 1989. استبدل الدواء إلى حد كبير ب NSAAs الأحدث والمحسنة، وهي البيكالوتاميد والإنزالوتاميد، نظرًا لفعاليتها الأفضل، وتحملها، وأمانها، وتكرار الجرعات (مرة واحدة يوميًا)، وهي الآن نسبيًا قليلة الاستخدام. الفلوتاميد مدرج في قائمة منظمة الصحة العالمية للأدوية الأساسية.

## الاستخدامات الطبية

### سرطان البروستاتا
يطلق GnRH بواسطة منطقة ما تحت المهاد بطريقة نابضة؛ يتسبب هذا في إفراز الغدة النخامية الأمامية للهرمون اللوتيني (LH) والهرمون المنبه للجريب (FSH). يحفز LH الخصيتين لإنتاج هرمون التستوستيرون، والذي يستقلب إلى DHT بواسطة إنزيم 5α-reductase..
يعمل الـDHT، وبدرجة أقل هرمون التستوستيرون، على تحفيز خلايا سرطان البروستاتا على النمو. لذلك، يمكن أن يوفر منع هذه الأندروجينات علاجًا قويًا لسرطان البروستات، وخاصة المرض المنتشر. عادة ما تدار هي نظائر GnRH، مثل الليوبروريلين أو السيتروريليكس. على الرغم من أن منبهات GnRH تحفز نفس المستقبلات التي يقوم بها GnRH، نظرًا لأنها موجودة بشكل مستمر وليس بطريقة نابضة، فإنها تعمل على تثبيط الغدة النخامية وبالتالي منع السلسلة بأكملها. ومع ذلك، فإنها تسبب في البداية زيادة في النشاط؛ هذا ليس خطرًا نظريًا فقط، ولكنه قد يتسبب في تطور السرطان. استخدم الفلوتاميد في البداية في بداية العلاج بناهض GnRH لمنع هذه الزيادة، وهو و NSAAs الأخرى تستمر في هذا الاستخدام. على عكس منبهات GnRH، فإن مضادات GnRH لا تسبب اندفاعًا أوليًا في الأندروجين، وهي تحل بشكل تدريجي محل ناهضات GnRH في الاستخدام السريري.
كانت هناك دراسات للتحقيق في فائدة إضافة مضادات الأندروجين إلى استئصال الخصية الجراحي أو استمرار استخدامه مع نظير GnRH حصار الأندروجين المشترك (CAB). لم تُظهر إضافة مضادات الأندروجين إلى استئصال الخصية أي فائدة، بينما ظهرت فائدة صغيرة مع إضافة مضادات الأندروجين إلى نظائر GnRH.
لسوء الحظ، فإن العلاجات التي تخفض مستويات هرمون التستوستيرون، مثل استئصال الخصية أو إعطاء GnRH التماثلية، لها أيضًا آثار جانبية كبيرة. بالمقارنة مع هذه العلاجات، فإن العلاج بمضادات الأندروجين يُظهر عددًا أقل من الهبات الساخنة، وأقل تأثيرًا على الرغبة الجنسية، وهزالًا أقل للعضلات، وتغيرات أقل في الشخصية، وفقدانًا أقل للعظام. ومع ذلك، فإن العلاج المضاد للأندروجين وحده أقل فعالية من الجراحة. ومع ذلك، نظرًا للتقدم في العمر للعديد من المصابين بسرطان البروستات، بالإضافة إلى ميزات أخرى، قد يختار العديد من الرجال العلاج المضاد للأندروجين وحده لتحسين نوعية الحياة.
عثر على الفلوتاميد ليكون فعالًا بشكل مماثل في علاج سرطان البروستات إلى البيكالوتاميد، على الرغم من وجود مؤشرات على فعالية أقل، بما في ذلك زيادة تعويضية في مستويات هرمون التستوستيرون وانخفاض أكبر في مستويات PSA مع البيكالوتاميد. عثر على الدواء، بجرعة 750 مجم / يوم (250 مجم ثلاث مرات يوميًا)، ليكون مكافئًا في فعاليته لـ 250 مجم / يوم أسيتات سيبروتيرون عن طريق الفم كعلاج وحيد في علاج سرطان البروستاتا على نطاق واسع التجارب السريرية لـ 310 مريض، على الرغم من أن آثاره الجانبية وملامح السمية (بما في ذلك التثدي والإسهال والغثيان وفقدان الشهية واضطرابات الكبد) تعد أسوأ بكثير من تلك الخاصة بأسيتات سيبروتيرون.
جرعة 750 ملغ / يوم فلوتاميد (250 ملغ / ثلاث مرات في اليوم) تعادل تقريبًا من حيث الفعالية 50 ملغ / يوم من بيكالوتاميد عند استخدامها كمضاد للأندروجين في حصار الأندروجين المشترك في علاج سرطان البروستاتا المتقدم.
استخدم الفلوتاميد للوقاية من تأثيرات اندلاع التستوستيرون في بداية العلاج بمضادات GnRH في الرجال المصابين بسرطان البروستات.